# Gabriel Felder
Gabriel Felder (* 1. November 1967 in Luzern) ist ein Schweizer Musiker.

## Karriere
Felder war Moderator bei Radio Pilatus und bis Sommer 1998 bei Radio DRS, wo er die Schweizer Hitparade auf DRS3 moderierte. Von September 1998 bis August 2000 war er bei Radio 105 Moderator und wurde im Dezember 2000 dort Programmleiter. Felder lebt in London.

## Diskografie

### Alben
- 1999: Hurt But Hopeful
- 2003: Manchild

### Singles
- 2003: Shine

| Personendaten    | Personendaten     |
| ---------------- | ----------------- |
| NAME             | Felder, Gabriel   |
| KURZBESCHREIBUNG | Schweizer Musiker |
| GEBURTSDATUM     | 1. November 1967  |
| GEBURTSORT       | Luzern            |